# Enhydris innominata
Enhydris innominata är en ormart som beskrevs av Morice 1875. Enhydris innominata ingår i släktet Enhydris och familjen snokar. Inga underarter finns listade i Catalogue of Life.
Arten är känd från några få ställen i södra Vietnam och södra Kambodja. Fyndplatserna ligger vid floden Mekong. Individerna vistas främst i kanaler och diken i fuktiga gräsmarker eller i träskmarker som kännetecknas av växter från släktet Melaleuca. Ibland besöker arten risodlingar. Honor lägger inga ägg utan föder levande ungar.
Flera exemplar dör när de hamnar som bifångst i fiskenät. I utbredningsområdet ska en dammbyggnad etableras som troligtvis påverkar beståndet negativt. Under historien dokumenterades flera individer av arten och därför antas att den är vanligt förekommande. Nyare studier saknas däremot. IUCN kategoriserar arten globalt som otillräckligt studerad.